# موتا-انجیل
موتا-انجیل (به پرتغالی: Mota-Engil) شرکت خوشه‌ای پرتغالی است، که در زمینه اجرای پروژه‌های زیرساخت‌های شهری و راه‌سازی، ساخت پل، سد، مدرسه و ارائه خدمات حمل‌ونقل و لجستیک، همچنین تصفیه آب و مدیریت پسماند فعالیت می‌کند.
ریشه‌های تأسیس شرکت موتا-انجیل به سال ۱۹۴۶ بازمی‌گردد، که مانوئل آنتونیو دی‌موتا، شرکت موتا را تأسیس کرد. در سال ۱۹۵۴ نیز شرکت انجیل راه‌اندازی شد و در سال ۲۰۰۰ این ۲ شرکت با هم ادغام شدند و موتا-انجیل تشکیل گردید.
دفتر مرکزی این شرکت در شهر پورتو، پرتغال قرار دارد و بخشی از سهام آن در بازار بورس یورونکست لیسبون معامله می‌شود. از پروژه‌های اجرا شده توسط شرکت موتا-انجیل می‌توان به؛ احداث فرودگاه کواترو دو فرویرو و پل واسکو دو گاما اشاره نمود.